# Drosophila sonorae
Drosophila sonorae är en tvåvingeart som beskrevs av Heed och Castrezana 2008. Drosophila sonorae ingår i släktet Drosophila och familjen daggflugor.
Artens utbredningsområde är Mexiko.